# Vredepeel
Vredepeel est un village situé dans la commune néerlandaise de Venray, dans la province du Limbourg. Le 1er janvier 2008, le village comptait 240 habitants.